# لانتسکورونا
لانتسکورونا (به لاتین: Lanckorona) یک روستا در لهستان است که در گمینا لانتسکورونا واقع شده‌است.